# بخش گوتلند
بخش گوتلند (به سوئدی: Region Gotland) یک ناحیه شهری در سوئد است که در شهرستان گوتلاند واقع شده‌است.

## خواهرخوانده
شهرهای جزیره غودش، Gammalsvenskby, Slagelse Municipality، ماریهام، والکیاکوسکی، Tukums Municipality, Kragerø و لوبک خواهرخوانده‌های بخش گوتلند هستند.